# Тагайка (деревня)
Тагайка — деревня в Терновском районе Воронежской области России.
Входит в стстав Костино-Отдельского сельского поселения.

## География
На южной окраине протекает р. Тогайка.

## Население
| 2010 |
| ---- |
| 23   |